# Lena Göldi
Lena Göldi (ur. 1 października 1979) – szwajcarska judoczka. Olimpijka z Aten 2004, gdzie odpadła w czwartej rundzie w wadze lekkiej.
Uczestniczka mistrzostw świata w 1997, 1999, 2001, 2003, 2005 i 2007. Startowała w Pucharze Świata w latach 1996–2004 i 2006–2008. Srebrna medalistka mistrzostw Europy w 2003; piąta w 1998 i 1999. Trzecia na MŚ U-20 w 1998. Mistrzyni Europy juniorów w 1998; druga w 1997 roku.

## Letnie Igrzyska Olimpijskie 2004
| Konkurencja | Eliminacje          | Eliminacje              | Eliminacje                  | Repasaże              | Klas. końcowa |
| Konkurencja | Przeciwnik I        | Przeciwnik II           | 1/4                         | Przeciwnik I          | Miejsce       |
| ----------- | ------------------- | ----------------------- | --------------------------- | --------------------- | ------------- |
| 57 kg       | Mária Pekli (AUS) Z | Catherine Ekuta (NGA) Z | Yurisleidys Lupetey (CUB) P | Barbara Harel (FRA) P | IV runda.     |